# Klooster met Heilig Hartschool
Het Klooster met de Heilig Hartschool is een gemeentelijk monument aan de Wakkerendijk 62-64 in Eemnes in de provincie Utrecht. Het klooster en de bijbehorende school staan achter de Sint-Nicolaaskerk, op enige afstand van de Wakkerendijk.
Het huidige complex werd in 1913 ontworpen door Herman Kroes uit Amersfoort. Het is de vervanger van het gebouw uit 1875 dat gebouwd was door architect A. Tepe. Deze voorganger werd bijna volledig gesloopt. Het kleine overgebleven deel werd tot 1966 gebruikt als bewaarschool en als onderkomen 'De Vleermuis' van de Eemnesser Jonge Katholieken (EJOKA). Dit gebouwtje werd in 1994 gesloopt. De Heilig Hartschool is aan de zuidzijde van het klooster aangebouwd.
Sinds 1875 werd het klooster bewoond door de zusters franciscanessen van Heythuysen. De kapel bevond zich op de verdieping aan de achterzijde van het gebouw. De zusters zouden tot 1953 werkzaam blijven in de Heilig Hartschool en de Eemnesser ziekenzorg. Na het vertrek van de zusters bleef de school voor meisjes tot 1971 in het gebouw gehuisvest. Het pand werd vervolgens gebruikt door verschillende kruisverenigingen, een instituut voor persoonlijkheidstraining, tandartspraktijken en als onderkomen voor de Katholieke Plattelands Jongeren. 
Het neoclassicistische klooster bestaat uit twee bouwlagen. Op het met leien gedekte schilddak staan vier schoorstenen. Boven de ingang bevindt zich en groot Christusbeeld. Door de plaatsing van een Vlaamse gevel voor het dakschild is sprake van een stenen dakkapel met een venster.